# 378214 Sauron
378214 Sauron è un asteroide della fascia principale. Scoperto nel 2007, presenta un'orbita caratterizzata da un semiasse maggiore pari a 2,3776093 UA e da un'eccentricità di 0,3060770, inclinata di 1,04354° rispetto all'eclittica.